# Revoluția din Octombrie

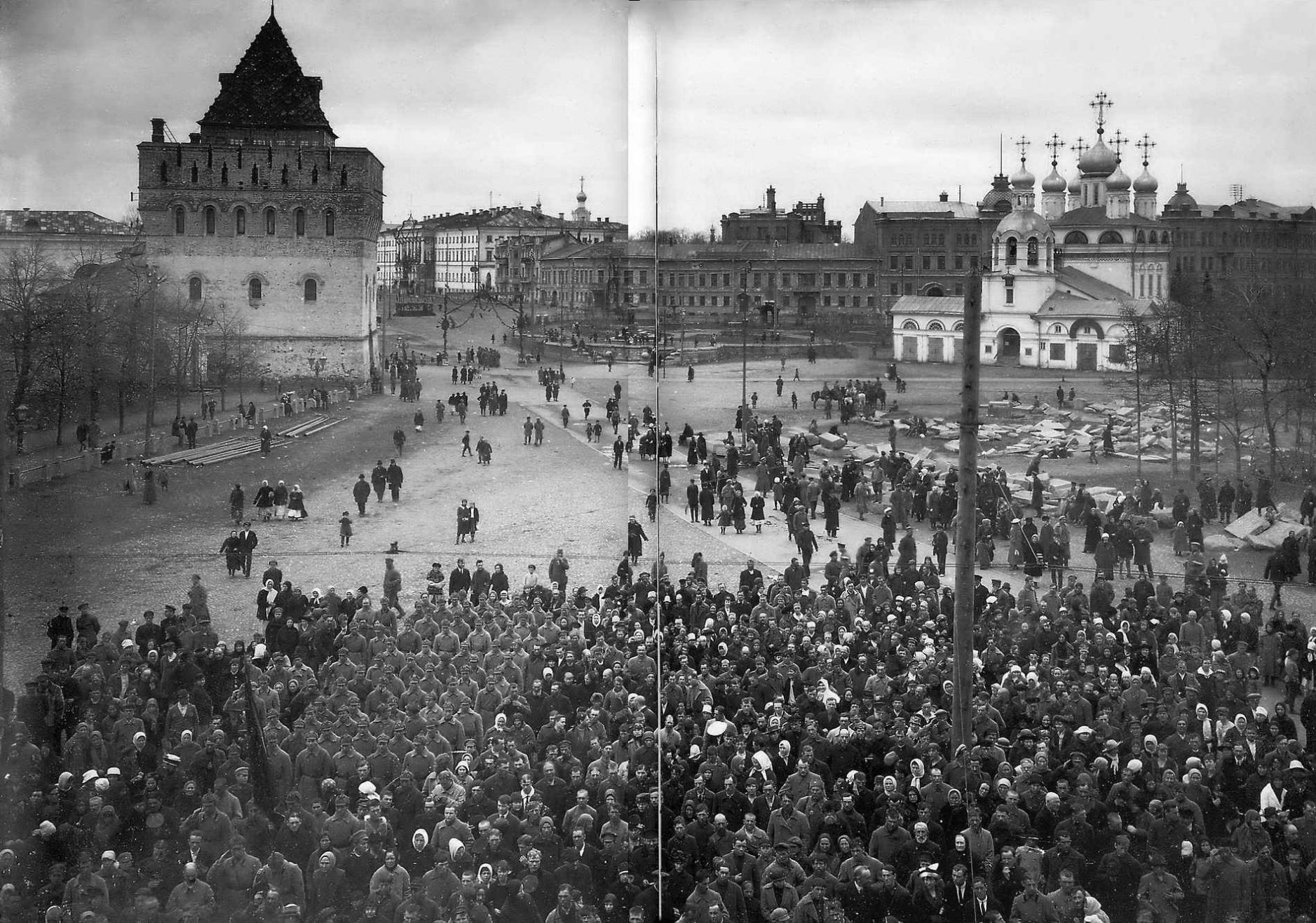
Revoluția din Octombrie în Nijni Novgorod

Evenimentul istoric cunoscut ca  Revoluția din Octombrie sau Revoluția bolșevică, din 25 octombrie 1917 (stil vechi), care a devenit 7 noiembrie (stil nou), a fost lovitura de stat prin care bolșevicii au preluat puterea cu forța de la guvernul lui Kerenski, și care a inaugurat a doua fază a Revoluției Ruse din 1917. Lovitura de stat a fost organizată de bolșevici sub conducerea lui Vladimir Ilici Lenin și este considerată a fi prima revoluție comunistă din secolul al XX-lea (deși, strict cronologic vorbind, este a doua, ea având loc după revoluția bolșevică reușită de la Tallin, prin care bolșevicii estoni conduși de Jaan Anvelt capturează puterea cu două zile înaintea revoluției bolșevicilor ruși la Petrograd, social-democrații radicali estonieni pierzând-o mai târziu, datorită invaziei armatelor kaiserului), revoluție bazată pe ideile lui Karl Marx. Cele mai importante activități revoluționare au fost controlate de Comitetul Militar Revoluționar al Sovietului din Petrograd. 
Inițial, evenimentul era numit Revolta din octombrie sau Revolta de pe 25, așa cum apare în prima ediție a operelor complete ale lui Lenin. Proeminența evenimentului a fost scoasă în evidență mai târziu.
Numele oficial al evenimentului în Uniunea Sovietică, începând cu a zecea aniversare din 1927, a fost Marea Revoluție Socialistă din Octombrie. Azi, denumirea de Revoluția din Octombrie este folosită în mod curent, deși istoriografia rusă modernă contestă caracterul de revoluție populară a loviturii de stat, iar expresia Marea Revoluție Socialistă din Octombrie (M.R.S.O.) este folosită de partidele comuniste și troțkiste, bunăoară de comuniștii ruși.

## Cauze

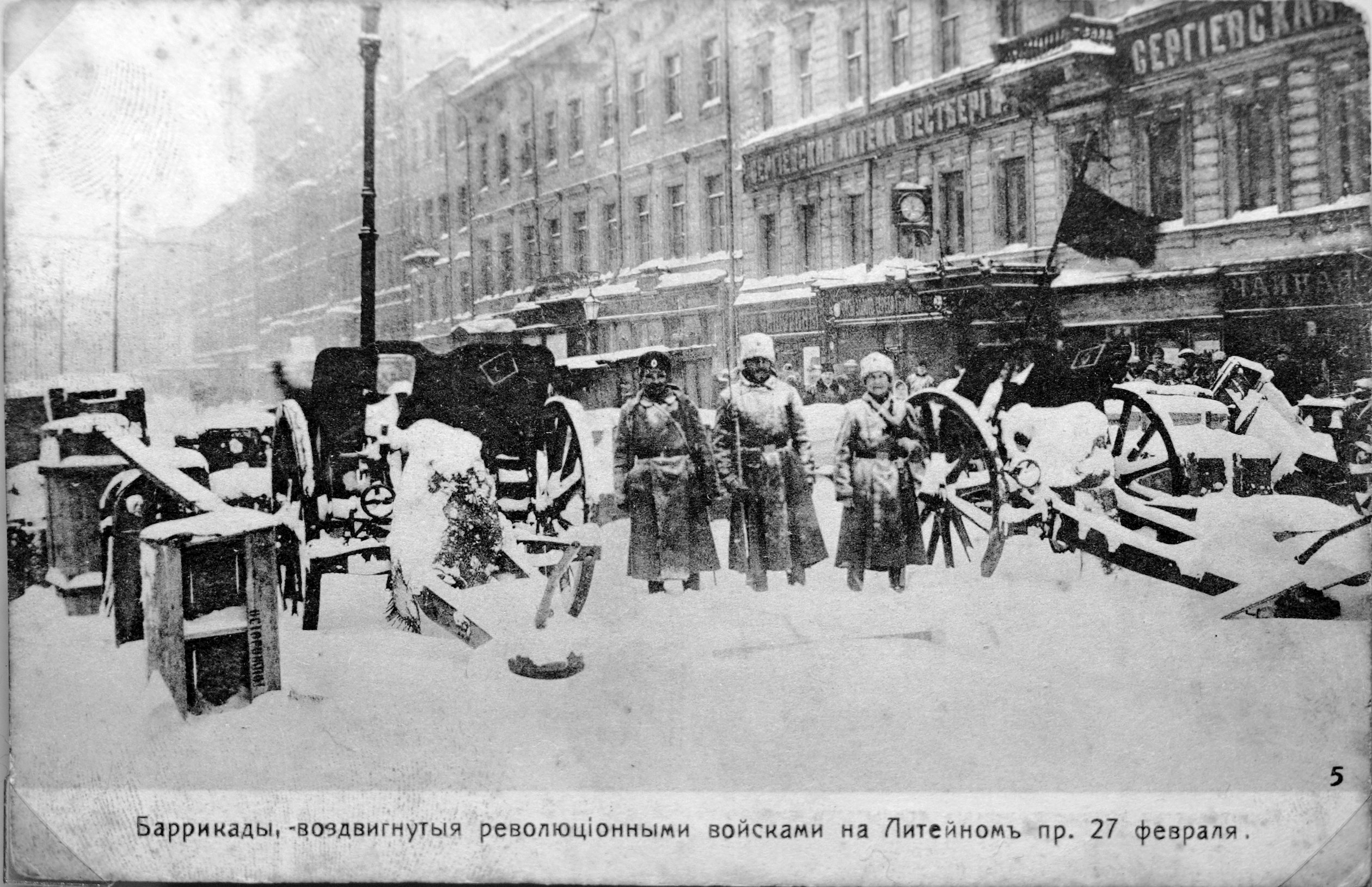
Revoluția din Februarie în Sankt Petersburg

Revoluția bolșevică are drept cauză proximă măsurile represive ale guvernului provizoriu: închiderea ziarelor partidului ca și decizia guvernului de a trimite garnizoanele capitalei pe front.)
O altă cauză proximă este refuzul obstinat al socialiștilor din Dumă de a lua puterea și forma un guvern socialist pur, așa cum cerea populația.
O cauză fundamentală a revoluției bolșevice este refuzul guvernelor provizorii de a încheia pacea (care a fost prima cerere afișată pe pancartele revoluției din februarie), asta cu atât mai mult după eșecul total al ofensivei din 16 iunie ordonată de guvernul provizoriu (și care s-a soldat cu aproape jumătate de milion de soldați ruși omorâți fără nici un câștig) și a concentra eforturile administrative pentru corijarea gravelor dezechilibre sociale. (țăranii, care reprezentau majoritatea absolută a populației voiau reformă agrară cu împroprietărire, în timp ce muncitorii orașelor, și ei țărani la origine, voiau schimbarea relațiilor umilitoare dintre patronat și forța de muncă)
Guvernul revoluționar a alunecat gradual, dimpotrivă, dinspre poziții pro-reformă, înspre măsuri autoritare și nedemocratice.

## Desfășurare

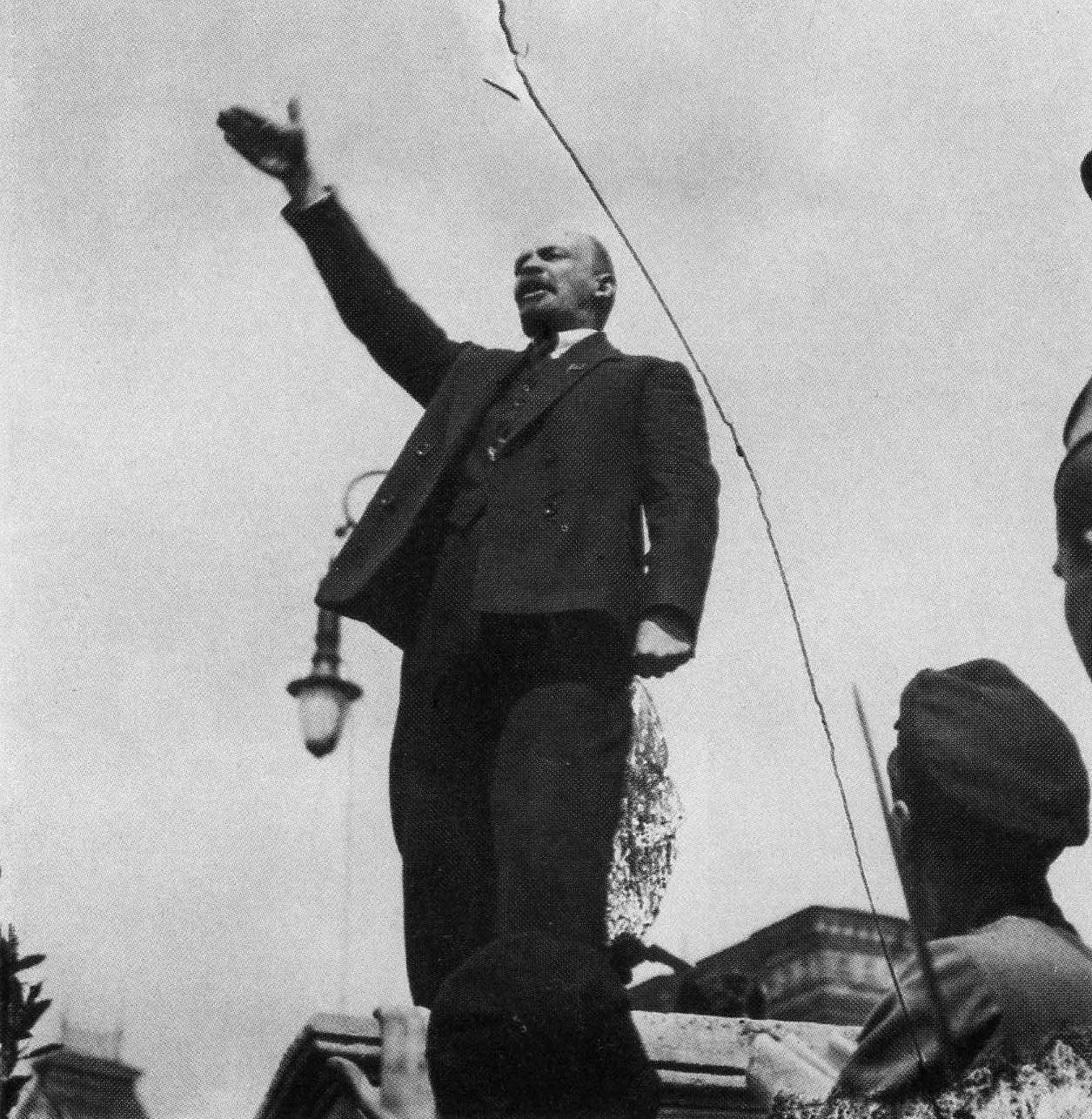
Lenin, liderul bolșevicilor

Insurecția bolșevică survine pe fondul deteriorării complete a popularității Guvernului provizoriu condus de Kerensky și a unei situații de criză profundă, atât pe front, cât și în întreaga societate și economie, fapt care a repolarizat societatea pe vechea linie de fractură dintre clase. Ea este, de asemenea, o reacție la provocările unui guvern nefuncțional și regim muribund.
Unii istorici văd înlocuirea Guvernului provizoriu al lui Kerensky cu guvernul bolșevic al lui Lenin mai mult ca o prăbușire a primului, decât ca un rezultat al acțiunii celui de-al doilea. Fapt istoric este totuși că Lenin a impus, în 10 octombrie, Comitetului Central al partidului, reunit într-o formă incompletă (12 membri din 21), planul unei insurecții armate, fără a preciza însă o dată precisă la care aceasta urma să aibă loc. Din cei 12 membri ai C.C. prezenți, zece au votat pentru propunerea lui Lenin și doi împotriva ei (Kámeniev și Zinoviev), fapt care face ca decizia să fi fost adoptată de o minoritate a plenului. Unii istorici consideră de aceea mișcarea ca o lovitură leninistă în Comitetul Central al Partidul bolșevic, care a precedat lovitura de stat propriu-zisă. În presa bolșevică au avut loc după 10 octombrie confruntări epistolare între Lenin și ceilalți membri marcanți ai conducerii partidului care nu erau de acord cu declanșarea unei acțiuni de capturare a puterii înaintea desfășurării Congresului Sovietelor (programat pentru 20 octombrie și amânat, apoi, de menșevici și eseriști (socialist-revoluționari) pentru 25 octombrie), fapt care face cu greu un "puci" neașteptat din ceea ce a fost, de fapt, reacția defensivă a bolșevicilor la măsurile antidemocratice și provocatoare ale guvernului Kerensky din 24 și 25 octombrie.
Lovindu-se de indecizia și reticența liderilor partidului de a pune rapid în aplicare acțiunea de capturare a puterii pe cale armată, Lenin a sperat că Congresul Regional Nordic al Sovietelor va declanșa o invazie militară baltică (estonienii și finlandezii au fost, tradițional, cei mai radicali membri ai partidului bolșevic și ai mișcării revoluționare, au format gărzile de corp ale lui Lenin și au fost lideri importanți ai CEKA și ai Armatei Roșii, Lenin găsindu-și adăpost în Finlanda după puciul eșuat din iulie, iar Sovietul din Riga a fost primul soviet din Rusia dominat de bolșevici), dar a fost dezamăgit când o dată în plus rezoluția moderată a lui Kameniev, care recomanda lăsarea deciziei finale în seama Congresului Sovietelor Întregii-Rusiei, ce urma să se reunească, inițial, pe 20 octombrie, a fost adoptată. Liderii partidului simțeau că membrii de rând erau încă temători ca urmare a represiunii suferite după revolta eșuată din iulie, iar populația proletară în general era blazată și epuizată, în ciuda nemulțumirii generalizate și a sentimentului că situația nu mai putea dura prea mult. În 16 octombrie chiar, reprezentanții Comitetului Militar Revoluționar (organism bolșevic înarmat), ca și membrii Sovietului Petrogradului (dominat și el de bolșevici), comitetele de fabrică și sindicatele participante, toți au avertizat contra riscurilor unei revolte care să aibă loc înaintea Congresului Sovietelor (Întregii Rusii). 

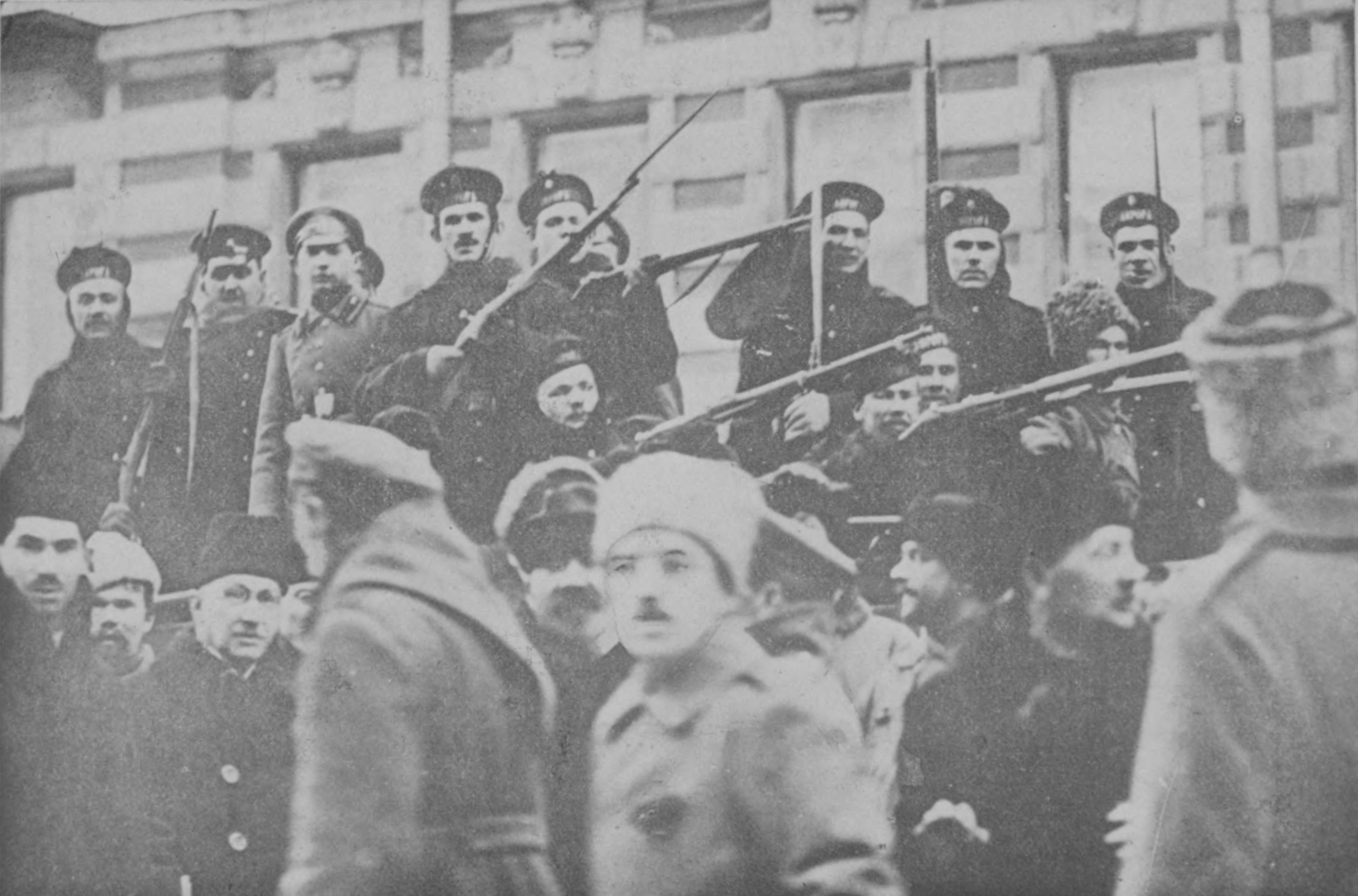
Marinari revoluționari

Este relativ neclar motivul pentru care Lenin a insistat pe declanșarea unei insurecții armate înainte de deschiderea Congresului Sovietelor, în ciuda opoziției altor membri marcanți ai partidului. Deși atât socialist-revoluționarii și menșevicii, pe de-o parte, cât și bolșevicii înșiși, pe de altă parte, știau foarte bine că partidul lui Lenin va ieși triumfător la Congresul Sovietelor (popularitatea partidului bolșevic crescuse ca urmare a atitudinii consecvente în privința opririi războiului, din 31 august ei având majoritatea în Sovietul Petrogradului și obținând în alegerile din august și septembrie rezultate excelente (33%, 51%) în Duma orașelor Petrograd și Moscova), Lenin, un individ cu o psihologie extrem de autoritară, e posibil să nu fi fost mulțumit cu perspectiva unei guvernări în care va fi totuși obligat să împartă puterea, fie asta și de manieră simbolică, cu alte forțe politice. Pe de altă parte, rămâne o posibilitate și faptul că, rupt fiind de realitățile Petrogradului, din cauza refugierii lui în Finlanda după eșecul din iulie, acesta chiar credea sincer în amenințarea unei contra-revoluții organizată de Kerenski, mai ales că presa vehicula zvonuri despre intenția guvernului de a evacua  capitala la începutul lui octombrie. De altfel, arhivele confirmă faptul ca fostul șef al guvernului provizoriu (Lvov) intenționase chiar și mai înainte să mute capitala la Moscova pentru a scăpa de prezența în capitală a soldaților care participaseră la revoluție. Kerensky însuși, ca și alți membri ai guvernului său, intenționa, așa cum făcuse și în iunie, să folosească războiul drept instrument de blocare a presiunii maselor în sensul unei revoluții sociale. După 20 noiembrie 1917, Kerensky anunță intenția de a deplasa majoritatea unităților militare staționate în capitală pe linia frontului, acest fapt dând credibilitate acuzei bolșevice conform căreia guvernul pregătea un complot antirevoluționar. Însăși ipoteza bolșevică că guvernul intenționează să abandoneze capitala în mâinile dușmanului, a căpătat credibilitate din momentul în care presa a relatat despre îndemnurile lui Rodzianko, adresate primului ministru, de a abandona capitala pentru a închide astfel Congresul Sovietelor. 
La 22 octombrie (după calendarul iulian) „Comitetul Revoluționar Militar” condus de Lev Davidovici Troțki a preluat comanda garnizoanei din orașul Petrograd, care atunci era capitala Rusiei, oraș azi numit în rusă Sankt-Peterburg și în românește Sankt Petersburg. 
Temându-se de presiunea crescândă din partea maselor în sensul acordării puterii Sovietelor (și, astfel, de o creștere a influenței bolșevicilor, care dominau deja sovietele în capitală, Moscova și marile orașe), Kerensky decide să-i confrunte în modul cel mai direct pe bolșevici, închizându-le în 24 octombrie 1917 ziarele, reacția ulterioară a acestora din urmă fiind una pur defensivă.

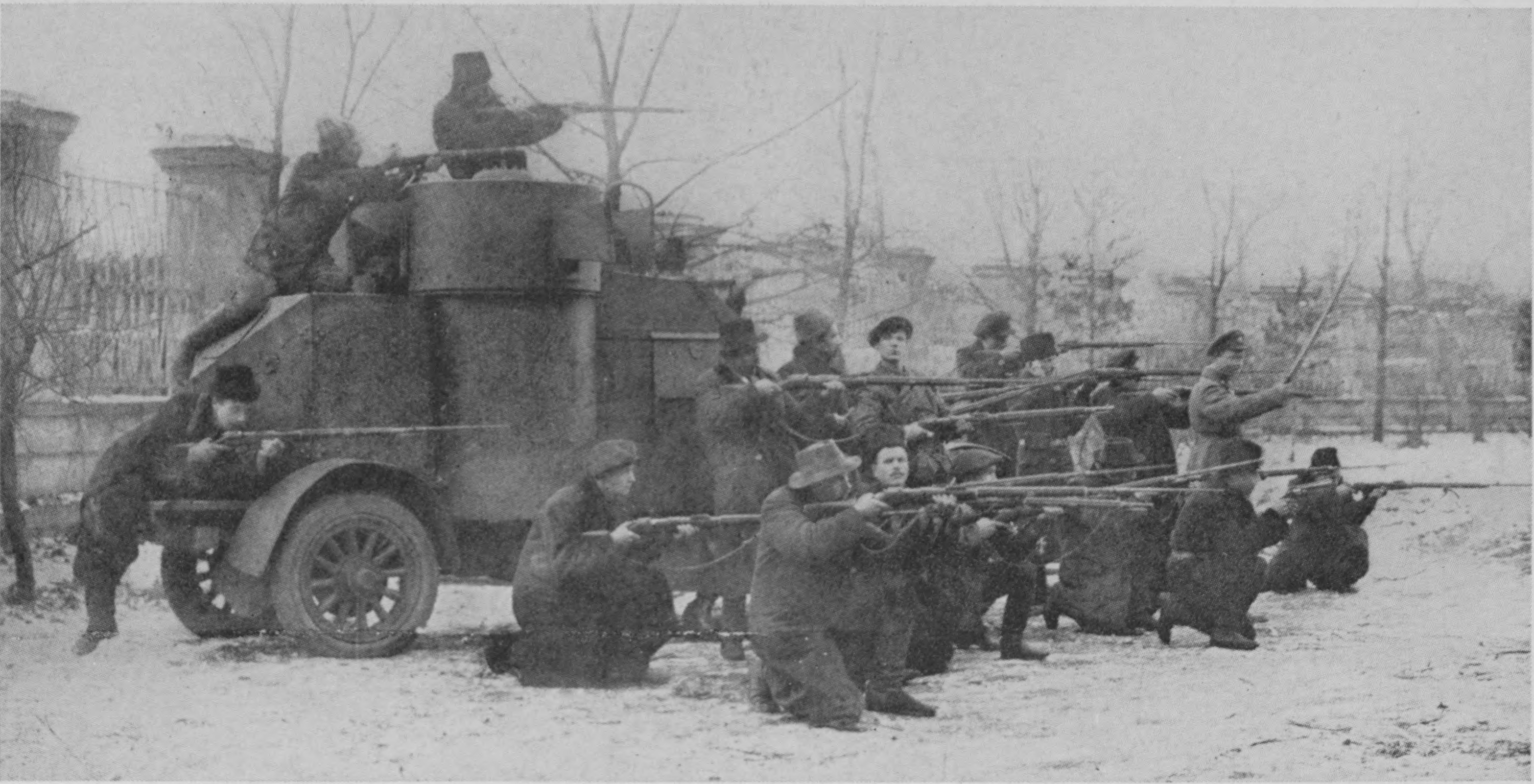

La 25 octombrie 1917 (după calendarul iulian, încă în uz la acea vreme în Rusia, sau 7 noiembrie după calendarul gregorian) grupări militare conduse de liderul bolșevic Vladimir Ilici Lenin au înlăturat de la putere guvernul provizoriu al lui Alexandr Kerenski aproape fără vărsare de sânge. Gărzile Roșii conduse de bolșevici au preluat controlul principalelor puncte din capitală întâmpinând o slabă opoziție. În noaptea de 24-25 octombrie/6-7 noiembrie 1917 a fost ocupat Palatul de Iarnă, reședința țarilor Rusiei. Acțiunea, condusă de Vladimir Antonov-Ovseenko, a întâmpinat o rezistență minimă, majoritatea locuitorilor orașului Petrograd aflând de evenimente abia a doua zi, din ziar. Palatul era apărat de cazaci, „batalionul de femei” și de cadeți (elevi ai unei școli militare). Ziua de 7 noiembrie a devenit data oficială la care se sărbătorește revoluția. Istoria oficială din Uniunea Sovietică a descris evenimentele ca mult mai dramatice decât au fost în realitate. Filmele sovietice create sub controlul propagandei oficiale arătau o uriașă năvală populară asupra Palatului de Iarnă precum și lupte crâncene. În realitate, insurgenții bolșevici au întâmpinat o rezistență redusă, astfel încât au putut pur și simplu să intre la pas prin poarta clădirii și să o ia în stăpânire.
După ocuparea sediului guvernului (Palatul de Iarnă), ordinea și organizarea detașamentelor de soldați și muncitori înarmați ai bolșevicilor, câtă a fost ea la început, s-a volatilizat brusc și durabil (mai multe zile și chiar săptămâni!), atunci când în pivnițele clădirii a fost descoperită una dintre cele mai vaste rezerve de vechi vinuri de marcă și băuturi alcoolice care exista în lume la acel moment, și care aparținuseră și erau pentru uzul fostului țar. Așa cum se întâmplă adesea în urma unor rebeliuni reușite, beția generalizată în oraș a degenerat rapid în jaf, distrugeri, violuri și crimă, liderii bolșevici nefiind în stare să readucă ordinea nici măcar cu mitraliera, plutonul de execuție sau celula de pușcărie (pușcăriile, de altfel, s-au umplut complet cu mult timp înainte de a fi epuizat masa de recalcitranți).

## Consecințe

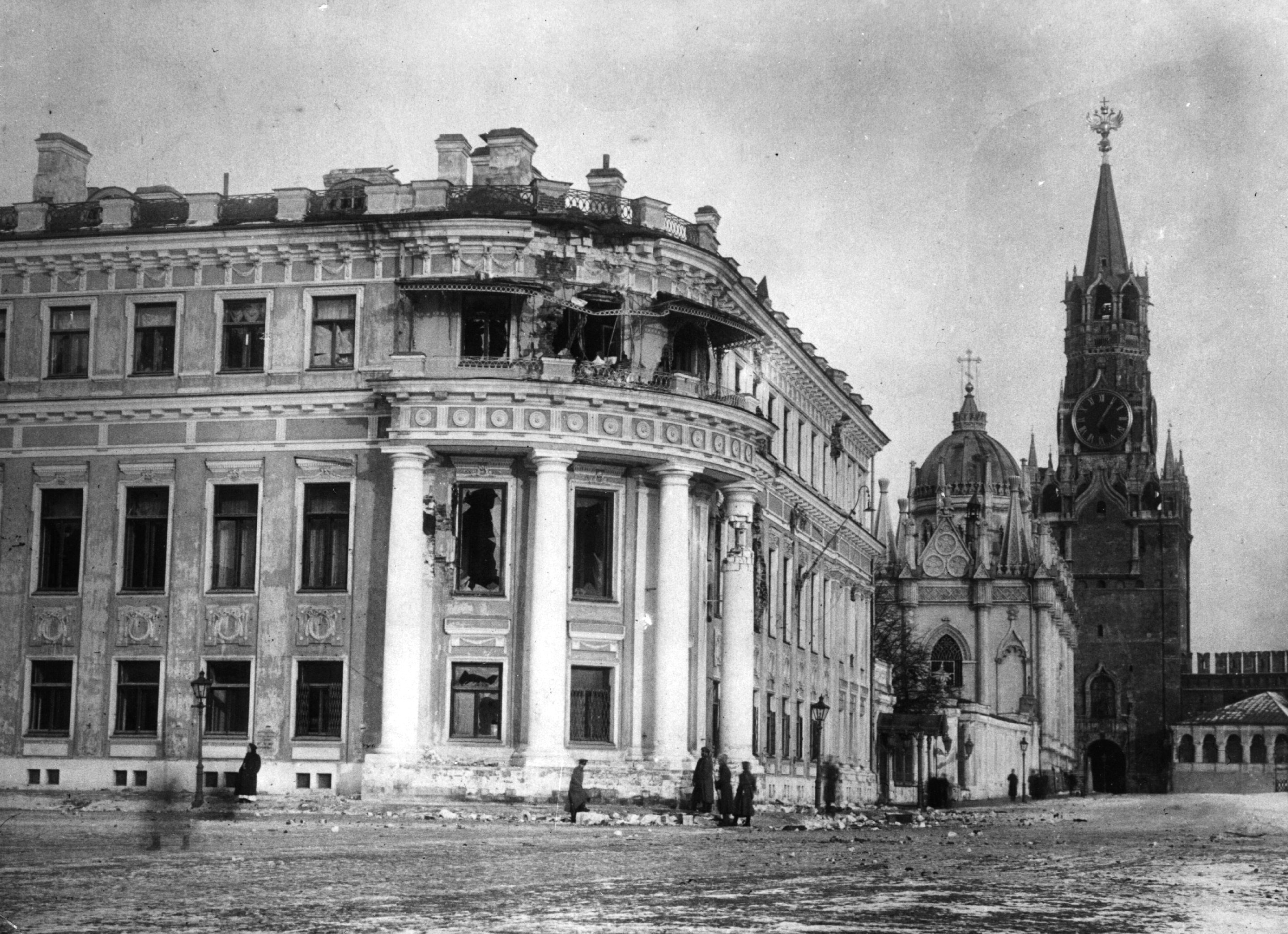
Centrul Moscovei după luptele de stradă, 1917.

Al doilea congres al Sovietelor a avut loc în același timp. Din cei 649 de delegați, 390 erau bolșevici și cam o sută dintre socialiști-revoluționari (cei de stânga) sprijineau, de asemenea, răsturnarea guvernului lui Kerenski, dar pe căi legale. Când a fost anunțată căderea Palatului de Iarnă în mâinile bolșevicilor, Congresul a adoptat un decret pentru transferarea puterii către Sovietul Deputaților Muncitorilor, Soldaților și Țăranilor, vot pe care bolșevicii l-au interpretat ca ratificând revoluția. Transferul de putere nu s-a făcut fără fricțiuni. Mulți socialiști-revoluționari au considerat că Lenin și bolșevicii au pus mâna pe putere în mod ilegal și de aceea au părăsit încăperea înainte ca rezoluția să fie adoptată. În timp ce ieșeau au fost batjocoriți de Lev Troțki care le-a strigat:  "da, ieșiți, mergeți, plecați, intrați în lada de gunoi a societății". În ziua următoare, Congresul a ales Sovietul Comisarilor Poporului (Sovnarkom) ca bază a noului guvern, (până la convocarea Adunării Constituționale), și a emis două decrete importante: Decretul asupra păcii și Decretul asupra pământului.
Decretul asupra pământului ratifica acțiunile țăranilor care, de-a lungul și de-a latul Rusiei, confiscau moșiile aristocraților și ale chiaburilor și le împărțeau între ei. Bolșevicii se descriau ca fiind o alianță a muncitorilor și țăranilor și au imortalizat această uniune cu însemnul secerii și ciocanului în stema și pe steagul URSS.

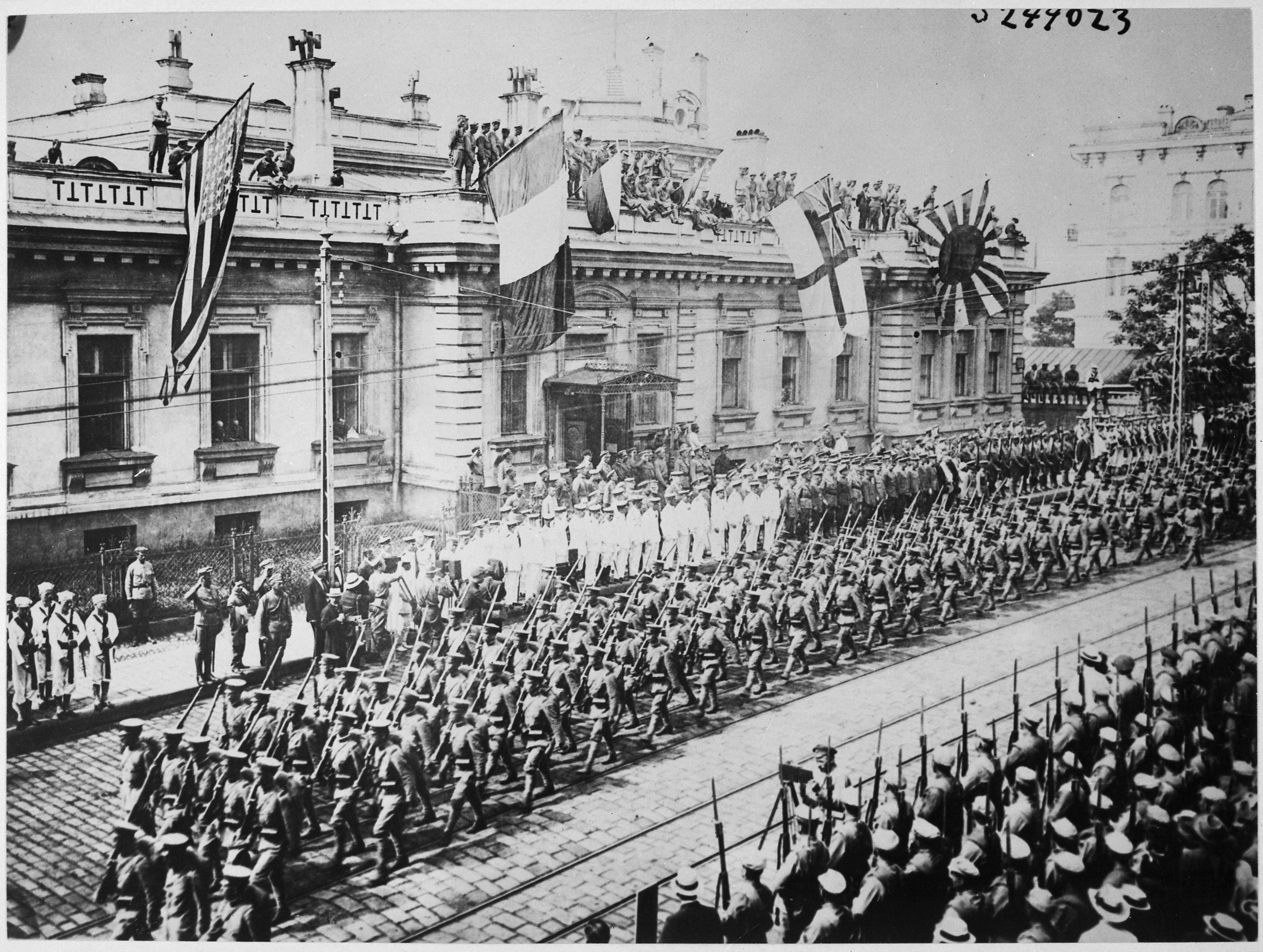
Capturarea Vladivostokului de forțele aliate în 1918.

Decretul asupra păcii proclama sfârșitul războiului și a fost baza care a permis guvernului lui Lenin să ceară pacea separată (22 decembrie 1917) și să semneze Pacea de la Brest-Litovsk (3 martie 1918).
Alegerile pentru Adunarea Constituțională, prevăzute încă de guvernul provizoriu Kerenski, au avut totuși loc în noiembrie 1917. În istoria Rusiei au fost primele alegeri ceva mai libere, și ultimele, până în 1991. Au fost câștigate de socialiștii revoluționari obținând 380 de locuri. Bolșevicii au obținut numai 168, pierzând clar alegerile. La alegeri au luat parte 14.700.000 de alegători. Bolșevicii nu au vrut să respecte rezultatul alegerilor și pe 5/18 ianuarie 1918 sub conducerea lui Lenin au dizolvat cu forța Adunarea Constituțională. Acest act a fost una din scânteile care au condus, ulterior, la lungul război civil dintre bolșevici și adversarii lor socialiști, menșevici și țariști (rușii albi). O încercare de cucerire a Moscovei, făcută o lună mai târziu, a întâmpinat o rezistență mai importantă, bolșevicii nereușind să aibă controlul total asupra orașului decât în martie 1918. O coaliție de grupări antibolșevice au încercat să răstoarne noul guvern al lui Lenin, declanșându-se Războiul Civil Rus (1918 – 1920).
Succesul bolșevicilor a dus la deturnarea idealurilor revoluției din februarie și a transformat caracterul socialist-liberal al Revoluției din Februarie în unul comunist, a transformat speranța pentru o republică democrată într-o dictatură monopartită. A pus bazele Uniunii Sovietice proclamate în 1922, care a durat până la autodizolvarea sa din 1991.
Statele Unite ale Americii nu au recunoscut noul guvern rus până la sfârșitul deceniului al patrulea. SUA au trimis 10.000 de militari care să ajute invazia japoneză la Vladivostok, în timp ce alte trupe intervenționiste, britanice și franceze, au fost debarcate în porturile de la Marea Neagră.